# 阿列河
阿列河（法語：Allier，法語發音：[alje] ⓘ）是法国的河流，位於該國中部，屬於卢瓦尔河的左支流，河道全長420.7公里，流域面積14310平方公里，平均流量每秒140立方米，發源自沙斯拉代斯，河口處在讷韦尔以西。

## 流经地区
阿列河流经以下省份和城市：
- 洛泽尔省：皮洛朗堡、朗戈涅
- 阿尔代什省 - 沿该省与洛泽尔省的边界流淌
- 上盧瓦爾省：阿列河畔莫尼斯特罗勒、朗雅克、布里尤德
- 多姆山省：布拉萨克莱米讷、欧扎拉孔贝勒、伊苏瓦尔、奥弗涅地区库尔农、蓬迪沙托
- 阿列省：圣约尔、维希、阿列河畔瓦雷讷、穆蘭、阿列河畔堡
- 谢尔省：阿列河畔莫尔奈
- 涅夫勒省

## 外部連結
- Sandre数据库中的阿列河 （页面存档备份，存于）